# Jos Liefrink
Josephus Wilhelmus Maria (Jos) Liefrink (Nijmegen, 3 april 1940 – Oostmalle, 20 mei 1996) was een Nederlands schrijver, redacteur en vertaler die vooral werkzaam was in België. 

## Biografie
Liefrink startte als docent Nederlands/geschiedenis en trad daarna in dienst als redacteur bij uitgeverij Het Spectrum te Utrecht. 
In 1975 verhuisde hij naar Antwerpen en werd hoofdredacteur & vertaler bij de Standaard Uitgeverij. 
Zijn eigen romans schreef hij onder het pseudoniem Jos van Hatert, naar de stadswijk Hatert in Nijmegen waar hij opgroeide. 
Zijn adoptiedochter Aloka Liefrink trad na zijn overlijden in zijn literaire voetsporen. 

### Eigen romans
- De Naamloze 1: De Naamloze, 1988
- De Naamloze 2: Het zwaard van Vahnehal, 1989
- De Naamloze 3: De speer van Sestros, 1991
- De Naamloze 4: De helm van Tahval, 1992
- De Naamloze 5: Het teken van Latella, 1995
- Derdriu en Noisiu, 1996

### Enkele uitgaven waaraan Liefrink meewerkte
- De Ooggetuigen reeks
- Verschuren encyclopedie
- De Larousse encyclopedie
- De Belgische keuken : de klassieke gerechten en de 'petite histoire' van de Belgische gastronomie
- De laatste dagen van Berlijn: de doodsstrijd van een stad
- De Rode Ridder
- Het zieke paradijs : de biografie van Damiaan
- Internationaal spreekwoordenboek
- Kama Soetra
- Machianta : liefde tussen twee culturen
- Modern citatenboek : meer dan 10.000 citaten en definities
- Moord op een veearts : het testament van Karel Van Noppen
- Marco Polo reisgidsen